# Svebølle
Svebølle is een plaats in de Deense regio Seeland, gemeente Kalundborg, en telt 2271 inwoners (2008).